# Absolute Music 23
Absolute Music 23 er en kompilation i serien Absolute Music udgivet 12. maj 2000.

## Spor
1. Bomfunk MC's – "Freestyler"
2. DJ Aligator Project – "The Whistle Song"
3. Melanie C feat. Lisa "Left Eye" Lopes – "Never Be The Same Again"
4. French Affair – "My Heart Goes Boom (La di da da)"
5. Aqua – "Cartoon Heroes"
6. All Saints – "Pure Shores"
7. Vengaboys – "Shalala Lala"
8. Hampenberg – "Grab That Thing"
9. Artful Dodger & Romina Johnson – "Movin' Too Fast"
10. Lady Violet – "Inside To Outside"
11. Blacknuss feat. Nai-Jee-Ria – "Thinking Of You"
12. Christina Aguilera – "Genie In A Bottle"
13. The Bloodhound Gang – "The Bad Touch"
14. Tom Jones & Mousse T. – "Sex Bomb"
15. Boel & Hall – "Chance Of A Lifetime"
16. Boyzone – "Every Day I Love You"
17. R. Kelly – "If I Could Turn Back The Hands Of Time"
18. Backstreet Boys – "Show Me The Meaning Of Being Lonely"